# ناتالیا براسوا
```
ناتالیا براسووا یا کنتس برازووا
 (
روسی
: 
Наталья Брасова
؛ تعمیدیافته با نام 
ناتالیا سرگیونا
، 
روسی
: 
Ната́лья Серге́евна Шереме́тьевская
؛ ۲۷ ژوئن ۱۸۸۰–۲۶ ژانویه ۱۹۵۲) یک نجیب‌زاده روس بود که با گراند دوک میخائیل الکساندروویچ وصلت کرد.
```

## اوایل زندگی
ناتالیا، یا ناتاشا به قول دوستانش، جوانترین دختر یک وکیل اهل مسکو، یعنی سرگئی الکساندروویچ شرمتوفسکی بود. او در یک خانه ییلاقی اجاره ای در حومه مسکو متولد شد. شرمیتوفسکی ۱۱ وکیل دیگر را استخدام کرده بود و یک نجیب‌زاده معمولی بود، اما عنوانی نداشت و اساساً یک مرد طبقه متوسط بود. وی مدتی معاون دومای دولتی مسکو و معتمد مدرسه آربات بود. در سالهای نخست زندگی، ناتالیا و خانواده اش در یک آپارتمان اجاره ای در نزدیکی کرملین مسکو در ایلینکا زندگی کردند. صاحبخانه آنها، صنعتگر ثروتمند الکسی خلودوف و همچنین پدرخوانده ناتالیا بود. از سال ۱۸۸۱ تا ۱۸۹۳، این خانواده در خانه ای چوبی تک طبقه ای که متعلق به شرمیتسکی بود زندگی می‌کردند. از سال ۱۸۹۳، این خانواده به‌طور متوالی در آپارتمان‌های اجاره ای زندگی می‌کردند تا اینکه ناتالیا بعد از ازدواج خود آنها را ترک کرد. او در یک مدرسه خصوصی و با تدریس یک معلم فرانسوی که کارمند پدرش بود، تحصیل کرد.